# واترپلو در المپیک تابستانی
واترپلو در بازی‌های المپیک تابستانی نام رویداد ورزش واترپلو در بازی‌های المپیک تابستانی بود که هر چهار سال یک بار برگزار می‌شود.

## جدول مدال‌ها

### مردان
| رتبه | کشور                      | طلا | نقره | برنز | مجموع |
| ۱    | مجارستان (HUN)            | ۹   | ۳    | ۳    | ۱۵    |
| ۲    | بریتانیای کبیر (GBR)      | ۴   | ۰    | ۰    | ۴     |
| ۳    | صربستان (SRB)             | ۳   | ۵    | ۳    | ۱۱    |
| ۴    | ایتالیا (ITA)             | ۳   | ۲    | ۲    | ۷     |
| ۵    | روسیه (RUS)               | ۲   | ۳    | ۴    | ۹     |
| ۶    | ایالات متحده آمریکا (USA) | ۱   | ۴    | ۴    | ۹     |
| ۷    | آلمان (GER)               | ۱   | ۲    | ۱    | ۴     |
| ۸    | کرواسی (CRO)              | ۱   | ۱    | ۰    | ۲     |
| ۸    | اسپانیا (ESP)             | ۱   | ۱    | ۰    | ۲     |
| ۱۰   | فرانسه (FRA)              | ۱   | ۰    | ۳    | ۴     |
| ۱۱   | بلژیک (BEL)               | ۰   | ۴    | ۲    | ۶     |
| ۱۲   | سوئد (SWE)                | ۰   | ۱    | ۲    | ۳     |
| ۱۳   | هلند (NED)                | ۰   | ۰    | ۲    | ۲     |
| ۱۴   | تیم متحد (EUN)            | ۰   | ۰    | ۱    | ۱     |

### زنان
| رتبه | کشور                      | طلا | نقره | برنز | مجموع |
| ۱    | ایالات متحده آمریکا (USA) | ۱   | ۲    | ۱    | ۴     |
| ۲    | استرالیا (AUS)            | ۱   | ۰    | ۲    | ۳     |
| ۳    | هلند (NED)                | ۱   | ۰    | ۰    | ۱     |
| ۳    | ایتالیا (ITA)             | ۱   | ۰    | ۰    | ۱     |
| ۵    | یونان (GRE)               | ۰   | ۱    | ۰    | ۱     |
| ۵    | اسپانیا (ESP)             | ۰   | ۱    | ۰    | ۱     |
| ۷    | روسیه (RUS)               | ۰   | ۰    | ۱    | ۱     |